# Binsenwiesenbach
Der Binsenwiesenbach ist ein knapp einen Kilometer langer Bach auf den Stadtgebieten von Ilshofen und Schwäbisch Hall im Landkreis Schwäbisch Hall im nordöstlichen Baden-Württemberg, der gegenüber dem Wohnplatz Neunbronn des Stadtteils Sulzdorf von Schwäbisch Hall von rechts und Osten in die untere Bühler mündet.

## Geographie

### Verlauf
Der Binsenwiesenbach entsteht am Westrand des Weilers Kerleweck der Kleinstadt Ilshofen an einem Feldweg nach dem Gemeindeteil Talheim der Nachbarstadt Vellberg. Er entspringt etwa auf 385 m ü. NN in einer hier beginnenden, nach Westen laufenden Geländemulde, die bald schon von einem kleinen Wald bestanden ist. Zwischen den ersten Bäumen durchfließt er einen Teich von unter 0,1 ha Größe, der hinter dem Damm eines rinnenquerenden Graswegs aufgestaut ist. Danach gräbt sich der Wasserlauf stärker in eine der für die Region typischen Muschelkalk-Klingen ein. Etwa 400 Meter unterhalb des Ursprungs wechselt der Bach auf die Sulzdorfer Teilgemarkung der Stadt Schwäbisch Hall über. Wenig darauf läuft vor rechts ein unbeständiger Graben von unter 200 Metern Länge zu, der größtenteils neben einem Grasweg am oberen waldfreien Hang verläuft.
Links über dem Lauf liegt nun nach einer markanten Geländestufe zur Bühler hinunter auf einer Höhe von um 360 m ü. NN ein etwa 15 ha großes Feld, an dessen Flanke der inzwischen in einer rund 100 Meter breiten Waldmulde laufende Bach in einem flachen, nach Norden ausholenden Bogen weiter nach Westen läuft. Dabei mündet von Norden ein weiterer, etwa 200 Meter langer Zulauf, der einem winzigen Teich am Oberhang an einer kleinen Feldhecke am Feldrand entspringt. Nach einem Lauf von 0,9 km Länge mündet der Binsenwiesenbach schließlich auf etwa 303 m ü. NN nahe an einem brüstungslosen Holzsteg über den Fluss von rechts und gegenüber dem Sulzdorfer Mühlenanwesen Neunbronn in die untere Bühler, die hier einen engen Nordostbogen um einen linken Talsporn schlägt, auf dem die Burgruine Hohenstein liegt.
Der Bach durchläuft die etwa 82 Meter Höhenunterschied von seinem Ursprung zur Mündung mit mittlerem Sohlgefälle von etwa 94 ‰.

### Einzugsgebiet
Der Binsenwiesenbach hat ein Einzugsgebiet von rund 0,8 km² Größe, dessen mit wenig über 410 m ü. NN größte Höhe rund einen halben Kilometer nordöstlich von Kerleweck auf einer sehr flachen Kuppe auf der Hochebene rechts des Bühlertales liegt. Jenseits der gesamten nördlichen Wasserscheide entwässert der Bach durch die bedeutendere Oberscheffacher Kappisklinge das außerhalb angrenzende Terrain weiter abwärts in die Bühler. Hinter der östlichen und südöstlichen ziehen zwei Gräben von etwa ähnlicher Größe wie der des Binsenwiesenbachs in viel flacherem Lauf zum Aalenbach, der weiter oben bei Vellberg in die Bühler mündet. Nur wenige hundert Meter oberhalb der Binsenwiesenbach-Mündung fließt dieser ein sehr kurzer Klingenbach zu, der der nächste südliche Konkurrent ist. 
Das gesamte Einzugsgebiet liegt im Unterraum Haller Ebene des Naturraums Hohenloher und Haller Ebene.
Geologisch ist es bestimmt durch eine Lettenkeuper-Deckschicht (Erfurt-Formation) auf der Hochebene über dem Bühlertal, in die sich die Klinge  bis tief in den Oberen Muschelkalk darunter eingeschnitten hat. Die beim Verlauf erwähnte mittlere Höhenstufe im Bereich des links über der Klinge liegenden Feldes ist nach Morphologie durch die ehedem noch länger ausholende Schlinge der Bühler geformt worden, der zugehörige Umlaufberg ist wenig prominent und trägt im Bereich seines bewaldeten Abfalls zur Bühler Schutthalden der schon lange abgegangenen Burg Hohenstatt (!); der erwähnte kurze Klingenbach nahe im Süden entwässert heute den oberen Teil der Flussterrasse in Gegenrichtung zur Bühler, während der Binsenwiesenbach seinen Unterlauf breiter in den auslaufenden Teil der Schlinge gegraben hat.
Der einzige Siedlungsplatz im Einzugsgebiet ist der Ilshofener Weiler Kerleweck wenig über dem Bachursprung und dem Anfang der Klinge. Der sie bedeckende Wald ist größtenteils erst in der 2. Hälfte des 20. Jahrhunderts aufgewachsen, zuvor wurden die Hänge beweidet oder gemäht. Die Hochebene wird überwiegend beackert, steilere offene Hangpartien sind Wiesen. Durch die Klinge zog einst eine Steige von Neunbronn herauf nach Kerleweck, die inzwischen nur noch als Wirtschaftsweg genutzt wird und unterhalb der Zufahrt zum Feld auf der Flussterrasse zuweilen fast zuwächst. Der recht kleine Teil des Einzugsgebietes in der unteren Klinge gehört zur Teilortsgemarkung Sulzdorf der Kreisstadt Schwäbisch Hall, der übrige überwiegend zur Unteraspacher Stadtteilgemarkung von Ilshofen, am Ostrand rechnet ein wiederum kleines Gebiet zur Großaltdorfer Stadtteilgemarkung von Vellberg.

## Natur und Schutzgebiete
Der Binsenwiesenbach verläuft nach dem anfänglich muldenartigen Talabschnitt unterhalb von Kerleweck in einer in seinen Klingengrund eingeschnittenen Erosionsrinne, in dem er ein unter einen Meter breites Bett mit oft felsigem Grund hat, auf dem auch Blpckschutt liegt. Er stürzt dort über kleine Stufen herab. Weiter abwärts der Bühler zu hat er ein bis vier Meter breites Bett mit sandigem oder kiesigem Sediment. An den kleinen, bemoosten Abstürzen am Ende von Felsplatten hat sich auch Kalksinter abgelagert.  
Das untere Einzugsgebiet im Bereich der alten Bühlertalschlinge liegt im Naturschutzgebiet Unteres Bühlertal, das sich hier zu beiden Seiten des Flusses nis auf die Seitenhäbge erstreckt. Die schmale obere Klinge etwas abwärts von Kerleweck gehört zum es säumenden Landschaftsschutzgebiet Bühlertal zwischen Vellberg und Geislingen mit Nebentälern und angrenzenden Gebieten.

### LUBW
Amtliche Online-Gewässerkarte mit passendem Ausschnitt und den hier benutzten Layern: Lauf und Einzugsgebiet des Binsenwiesenbachs

Allgemeiner Einstieg ohne Voreinstellungen und Layer: Daten- und Kartendienst der Landesanstalt für Umwelt Baden-Württemberg (LUBW) (Hinweise)
1. 1 2  Höhe nach dem Höhenlinienbild auf dem Hintergrundlayer Topographische Karte.
2. ↑  Länge nach dem Layer Gewässernetz (AWGN).
3. ↑  Einzugsgebiet abgemessen auf dem Hintergrundlayer Topographische Karte.
4. ↑  Seefläche abgemessen auf dem Hintergrundlayer Topographische Karte.
5. ↑  Schutzgebiete nach den einschlägigen Layern, Natur teilweise nach dem Layer Biotop.

### Andere Belege
1. ↑  Wolf-Dieter Sick: Geographische Landesaufnahme: Die naturräumlichen Einheiten auf Blatt 162 Rothenburg o. d. Tauber. Bundesanstalt für Landeskunde, Bad Godesberg 1962. → Online-Karte (PDF; 4,7 MB)
2. ↑  Geologische Schichten nach: Mapserver des Landesamtes für Geologie, Rohstoffe und Bergbau (LGRB) (Hinweise) (Grober Maßstab). Alte Flussterrasse nach eigener Beobachtung.